# Yoichi Mori
Yoichi Mori (Ehime, 1 augustus 1980) is een voormalig Japans voetballer.

## Carrière
Yoichi Mori speelde tussen 1999 en 2001 voor Yokohama F. Marinos en Mito HollyHock.

## Statistieken
| Japan   | Japan               | Japan       | League | League | Emperor's Cup | Emperor's Cup | J-League Cup | J-League Cup | Totaal | Totaal |
| Seizoen | Club                | League      | Wed.   | Goals  | Wed.          | Goals         | Wed.         | Goals        | Wed.   | Goals  |
| ------- | ------------------- | ----------- | ------ | ------ | ------------- | ------------- | ------------ | ------------ | ------ | ------ |
| 1999    | Yokohama F. Marinos | J. League 1 | 0      | 0      | 0             | 0             | 0            | 0            | 0      | 0      |
| 2000    | Yokohama F. Marinos | J. League 1 | 2      | 0      | 0             | 0             | 0            | 0            | 2      | 0      |
| 2001    | Mito HollyHock      | J. League 2 | 9      | 0      | 0             | 0             | 2            | 0            | 11     | 0      |
| 2001    | Yokohama F. Marinos | J. League 1 | 0      | 0      | 0             | 0             | 0            | 0            | 0      | 0      |
| 2002    | Yokohama F. Marinos | J. League 1 | 1      | 0      | 0             | 0             | 0            | 0            | 1      | 0      |
| Totaal  | Totaal              | Totaal      | 12     | 0      | 0             | 0             | 2            | 0            | 14     | 0      |